# Massimo Rinaldi (vescovo)
Massimo Rinaldi (Rieti, 24 settembre 1869 – Roma, 31 maggio 1941) è stato un vescovo cattolico e missionario italiano.

## Biografia
Massimo Rinaldi nacque a Rieti il 24 settembre 1869, terzo di quattro figli di Giuseppe e Barbara Marinelli, entrambi ortolani; i suoi fratelli erano Odoardo e Alessandro, la sorella Anatolia. Rimasto orfano di madre all'età di 4 anni, venne allevato dallo zio paterno don Domenico Rinaldi (futuro vescovo di Montefiascone).
Studiò nel seminario diocesano di Rieti e ricevette l'ordinazione presbiterale il 16 luglio 1893 per l'imposizione delle mani del vescovo di Rieti Carlo Bertuzzi; fece le prime esperienze pastorali nelle parrocchie di Ornaro e di Greccio; nel 1896, lo zio don Domenico, nominato vescovo di Montefiascone, lo volle con sé in diocesi, dove ricoprì il ruolo di amministratore.

### Missionario
Don Massimo venne a conoscenza dell'opera dei Missionari di San Carlo per gli emigrati italiani in America, fondata dal vescovo di Piacenza Giovanni Battista Scalabrini; comprese che quella era la strada da seguire per dare compimento alla propria vocazione sacerdotale e, senza alcun preavviso lasciò l'incarico presso la curia vescovile di Montefiascone, stabilendosi per un mese a Piacenza; il 5 novembre 1900 salpò da Genova alla volta del Brasile (dopo aver ricevuto la benedizione e il crocifisso dal fondatore stesso); il 20 dicembre giunse ad Encantado nel Rio Grande do Sul.
Iniziò il suo apostolato tra i coloni italiani guidato dagli insegnamenti dello Scalabrini; raggiungeva a piedi o a cavallo (viaggiando di notte) i villaggi più sperduti della foresta Amazzonica per ricondurre gli uomini a Dio, aiutandoli a comprendere il vero fine della salvezza. Nel 1904 ricevette la visita del fondatore che lo nominò Superiore provinciale. Tornò in Italia nel 1910 per il capitolo generale della sua congregazione; venne eletto all'unanimità Procuratore ed economo generale, operando in questa funzione fino al 1924.
È considerato il secondo fondatore morale e spirituale dei Missionari di San Carlo e delle Suore missionarie di San Carlo Borromeo.

### Vescovo di Rieti
Papa Pio XI lo nominò vescovo di Rieti con bolla del 2 agosto 1924; ricevette la Consacrazione Episcopale il 19 marzo 1925 per l'imposizione delle mani del cardinale Segretario di Stato di San Pio X, Rafael Merry del Val y Zulueta, co-consacranti i vescovi Ernesto Eugenio Filippi e Gisleno Veneri.
Da vescovo si distinse per l'impegno sociale (specialmente per il mondo del lavoro), la prossimità ai poveri e agli emarginati e per la collaborazione con le autorità civili per lo sviluppo economico della città, da poco elevata a capoluogo di provincia. Dal 1926 al 1934 diede vita ad un imponente restauro del Palazzo Papale di Rieti, con un impegno di spesa di oltre 600.000 lire. Subito dopo, pose mano al restauro della Cattedrale di Santa Maria Assunta e del Battistero di San Giovanni, i cui tetti erano a rischio crollo. 
Nel 1927, per celebrare i 700 anni della morte di San Francesco d'Assisi, volle posizionare in Largo Mariano Vittori (attiguo alla Cattedrale reatina) un monumento bronzeo del Serafico, commissionato all'artista reatino Giordano Nicoletti.
Grande camminatore e appassionato di montagna, si guadagnò il soprannome di «vescovo scarpone» perché compiva per lo più a piedi le sue visite pastorali nelle zone più sperdute e impervie della diocesi, dormendo talvolta insieme ai pastori negli stazzi delle greggi. A lui è stato intitolato il rifugio Massimo Rinaldi sul monte Terminillo,  dove è presente un suo busto bronzeo realizzato nel 2002 dallo scultore Dino Morsani. Proprio al Terminillo, stazione climatica nata nel 1938, assicurò un servizio di celebrazione della Santa Messa domenicale, affidato a don Benedetto Riposati, futuro insigne latinista. 
Morì a Roma, nella casa generalizia degli Scalabriniani (che lui stesso aveva fatto costruire in Via Calandrelli durante il mandato di Economo generale) il 31 maggio 1941. Inizialmente sepolto nella tomba di famiglia, a 25 anni dalla morte, il 31 maggio 1966 il suo corpo è stato trasferito nella Cappella di San Rocco della Cattedrale di Santa Maria Assunta a Rieti.

### Beatificazione
Il 25 gennaio 1991 il Vescovo di Rieti Giuseppe Molinari aprì il processo diocesano per la canonizzazione del servo di Dio Massimo Rinaldi; il 20 novembre 1998 ne venne riconosciuta la validità. Il 19 dicembre 2005, papa Benedetto XVI lo ha dichiarato Venerabile.

## Genealogia episcopale
La genealogia episcopale è:
- Cardinale Scipione Rebiba
- Cardinale Giulio Antonio Santori
- Cardinale Girolamo Bernerio, O.P.
- Arcivescovo Galeazzo Sanvitale
- Cardinale Ludovico Ludovisi
- Cardinale Luigi Caetani
- Cardinale Ulderico Carpegna
- Cardinale Paluzzo Paluzzi Altieri degli Albertoni
- Papa Benedetto XIII
- Papa Benedetto XIV
- Papa Clemente XIII
- Cardinale Bernardino Giraud
- Cardinale Alessandro Mattei
- Cardinale Pietro Francesco Galleffi
- Cardinale Giacomo Filippo Fransoni
- Cardinale Carlo Sacconi
- Cardinale Edward Henry Howard
- Cardinale Mariano Rampolla del Tindaro
- Cardinale Rafael Merry del Val
- Vescovo Massimo Rinaldi, C.S.